# Quirguistão nos Jogos Olímpicos de Verão da Juventude de 2010
O Quirguistão participou dos Jogos Olímpicos de Verão da Juventude de 2010 em Singapura. Sua delegação foi composta por oito atletas que competiram em seis esportes. O país conquistou três medalhas, uma de ouro e duas de bronze, seu melhor desempenho em todas as edições dos Jogos Olímpicos até então.

## Medalhistas
| Medalha | Nome                | Esporte | Evento                           | Data         |
| ------- | ------------------- | ------- | -------------------------------- | ------------ |
| Ouro    | Urmatbek Amatov     | Luta    | Greco-romana até 58 kg masculino | 15 de agosto |
| Bronze  | Shadybek Sulaimanov | Luta    | Greco-romana até 50 kg masculino | 15 de agosto |
| Bronze  | Bolot Toktogonov    | Judô    | Até 100 kg masculino             | 23 de agosto |

## Boxe
| Evento                  | Atleta             | Preliminares            | Semifinais               | Disputa pelo bronze         | Pos. final |
| ----------------------- | ------------------ | ----------------------- | ------------------------ | --------------------------- | ---------- |
| Peso meio-médio (69 kg) | Islomzhon Dalibaev | GER Denis Radovan V 4-1 | BRA David Lourenço D 1-2 | TKM Nursähet Pazzyýew D 0-7 | 4º         |

## Canoagem
| Evento                  | Atleta         | Tomada de tempo | Tomada de tempo | 1ª rodada                                  | Repescagem                           | Oitavas-de-final   | Quartas-de-final   | Semifinais         | Final              | Final       |
| Evento                  | Atleta         | Resultado       | Pos.            | Oponente Resultado                         | Oponente Resultado                   | Oponente Resultado | Oponente Resultado | Oponente Resultado | Oponente Resultado | Pos. final  |
| ----------------------- | -------------- | --------------- | --------------- | ------------------------------------------ | ------------------------------------ | ------------------ | ------------------ | ------------------ | ------------------ | ----------- |
| Velocidade K1 masculino | Ruslan Moltaev | 1:40.00         | 17º             | CUB Renier Mora Jimenez D 1:39.17 (bat. 7) | GBR Andrew Martin V 1:41.52 (rep. 4) | Não avançou        | Não avançou        | Não avançou        | Não avançou        | Não avançou |
| Slalom K1 masculino     | Ruslan Moltaev | Desclassificado | --              | Não avançou                                | Não avançou                          | Não avançou        | Não avançou        | Não avançou        | Não avançou        | Não avançou |

## Judô
| Evento               | Atleta           | 1ª rodada                    | 1ª rodada repescagem | 2ª rodada repescagem          | Final repescagem B                  | Disputa pelo bronze B             | Pos. final |
| -------------------- | ---------------- | ---------------------------- | -------------------- | ----------------------------- | ----------------------------------- | --------------------------------- | ---------- |
| Até 100 kg masculino | Bolot Toktogonov | BEL Toma Nikiforov D 000-021 | Sem oponente         | MEX Fernando Vanoye V 101-001 | IRI Shayan Nasirpoudizaji V 001-000 | CUB Alex Garcia Mendoza V 010-001 | [ 2 ]      |

| Evento         | Atleta                                                 | 1ª rodada              | 2ª rodada   | Semifinais  | Final       | Pos. final |
| -------------- | ------------------------------------------------------ | ---------------------- | ----------- | ----------- | ----------- | ---------- |
| Equipes mistas | Bolot Toktogonov (como integrante da equipe Barcelona) | ZZX Equipe Osaka D 3-5 | Não avançou | Não avançou | Não avançou | 10º        |

## Lutas
| Evento                           | Atleta              | Preliminares              | Preliminares             | Preliminares                  | Preliminares | Fase final                          | Pos. final        |
| Evento                           | Atleta              | 1ª rodada                 | 2ª rodada                | 3ª rodada                     | Pos.         | Oponente Resultado                  | Pos. final        |
| Evento                           | Atleta              | Oponente Resultado        | Oponente Resultado       | Oponente Resultado            | Pos.         | Oponente Resultado                  | Pos. final        |
| -------------------------------- | ------------------- | ------------------------- | ------------------------ | ----------------------------- | ------------ | ----------------------------------- | ----------------- |
| Greco-romana até 50 kg masculino | Shadybek Sulaimanov | UZB Nurbek Hakkulov D 0-3 | ALG Amine Boughazi V 3-0 | NOR Pål Eirik Gundersen V 4-0 | 2º           | CUB Johan Rodriguez Banguela* V 3-1 | Medalha de bronze |
| Greco-romana até 58 kg masculino | Urmatbek Amatov     | HUN Adrian Kranitz V 4-0  | Folga                    | NAM Jason Afrikaner V 3-0     | 1º           | UKR Oleksandr Lytvynov** V 4-0      | Medalha de ouro   |

* - Disputa pelo bronze

** - Disputa pelo ouro

## Natação
| Evento                | Atleta              | Qualificação | Qualificação | Semifinais  | Semifinais  | Final       | Final       |
| Evento                | Atleta              | Resultado    | Posição      | Resultado   | Posição     | Resultado   | Posição     |
| --------------------- | ------------------- | ------------ | ------------ | ----------- | ----------- | ----------- | ----------- |
| 100 m peito masculino | Dmitrii Aleksandrov | 1:05.81      | 19º (8º q2)  | Não avançou | Não avançou | Não avançou | Não avançou |
| 200 m peito masculino | Dmitrii Aleksandrov | 2:20.52      | 10º (4º q3)  |             |             | Não avançou | Não avançou |
| 200 m peito feminino  | Ekaterina Lysenko   | 3:01.50      | 20º (7º q1)  |             |             | Não avançou | Não avançou |

## Pentatlo moderno
| Evento               | Atleta                                 | Esgrima (Espada 1 toque) | Esgrima (Espada 1 toque) | Esgrima (Espada 1 toque) | Natação (200 m livre) | Natação (200 m livre) | Natação (200 m livre) | Corrida e tiro (3000 m, pistola a laser) | Corrida e tiro (3000 m, pistola a laser) | Corrida e tiro (3000 m, pistola a laser) | Pontuação total | Pos. final |
| Evento               | Atleta                                 | Result.                  | Pos.                     | Pontos                   | Tempo                 | Pos.                  | Pontos                | Tempo                                    | Pos.                                     | Pontos                                   | Pontuação total | Pos. final |
| -------------------- | -------------------------------------- | ------------------------ | ------------------------ | ------------------------ | --------------------- | --------------------- | --------------------- | ---------------------------------------- | ---------------------------------------- | ---------------------------------------- | --------------- | ---------- |
| Individual masculino | Ilias Baktybekov                       | 12                       | 7º                       | 840                      | 2:18.43               | 23º                   | 1140                  | 12:27.13                                 | 22º                                      | 2012                                     | 3992            | 19º        |
| Equipes mistas       | Ilias Baktybekov e EGY Jihan El Midany | 46                       | 11º                      | 820                      | 2:07.74               | 16º                   | 1268                  | 16:23.84                                 | 14º                                      | 2148                                     | 4236            | 15º        |